# Saint-Sornin (Charente)
 Saint-Sornin  es una población y comuna francesa, en la región de Poitou-Charentes, departamento de Charente, en el distrito de Angoulême y cantón de Montbron.

## Demografía
| 633 | 618 | 615 | 673 | 694 | 715 |
| Para los censos de 1962 a 1999 la población legal corresponde a la población sin duplicidades (Fuente: INSEE [Consultar]) |     |     |     |     |     |